# Каплієнко Володимир Володимирович
Володи́мир Володи́мирович Капліє́нко (* 6 квітня 1970 м. Одеса) — депутат ВР України, член фракції «Блок Юлії Тимошенко» (з 11.2007), член Комітету з питань Регламенту, депутатської етики та забезпечення діяльності Верховної Ради України (з 12.2007).
Заступник голови депутатської групи у Верховній Раді України «Реформи заради майбутнього».
Народився 6 квітня 1970 року в місті Одеса.
Освіта: вища, за спеціальностями: фізика теплоенергетика (Одеський політехнічний університет), управління проектами та програмами (Національна академія державного управління), психологія (Південноукраїнський педагогічний університет).
Народний депутат України 6-го скликання з 11.2007 від Блоку Ю.Тимошенко, № 148 в списку.
Активний громадський діяч, політик, науковець.
Співзасновник партії «Народна влада», Член Політради партії "Об'єднані ліві і селяни"
Засновник та голова Наглядової ради Всеукраїнського благодійного фонду «Інститут соціальних проектів». Засновник Всеукраїнського благодійного фонду «Надія та захист»
Пройшов міжнародну сертифікацію як професійний проектний менеджер за стандартами IPMA, UPMA. Має 20-ти літній досвід роботи в цій галузі. Автор циклу тренінгів з проектного менеджменту «4 кроки до успіху», який дозволяє отримати необхідні навички професійних проектних менеджерів за три місяці. Активно співпрацює із Асоціацією управління проектами в Україні.
З 1994 по 1996 Інженер Відділу ядерної безпеки Міністерства охорони навколишнього середовища та ядерної безпеки.
З 1996 по 2004 директор, керівник проектів та програм на підприємствах. У 2004 році, незалежний консультант групи компаній CH2M HILL (США) у проекті створення Нового Безпечного Конфаймента Об'єкту «Укриття» ГП ЧАЕС.
Протягом 2004—2005 — виконавчий директор компанії Український фонд соціальних інвестицій (УФСІ) (найбільший соціальний фонд за всю історію незалежної України).
У 2006—2008 — голова Донецької партійної організації ВО «Батьківщина».
З 2007 року — народний депутат.
У 2009 році через ідеологічні розбіжності з Ю.Тимошенко, разом із Й.Вінським та Г.Задирком виходить із лав партії «Батьківщина» та створює власну партію «Народна влада».
Як парламентар, особливу увагу приділяє питанням медицини, землі та енергетики. Сповідує лівоцентристську ідеологію, виступає за солідарність та самоорганізацію громад, на розвиток яких спрямовує власну діяльність. Справедливість, солідарність і свобода, на його погляд, є підґрунтям майбутньої України.
В науці є прихильником системного підходу до вирішення будь-якої проблеми.
В релігії сповідує християнство. Православний.